# 環状体

正方形から生成される環状体

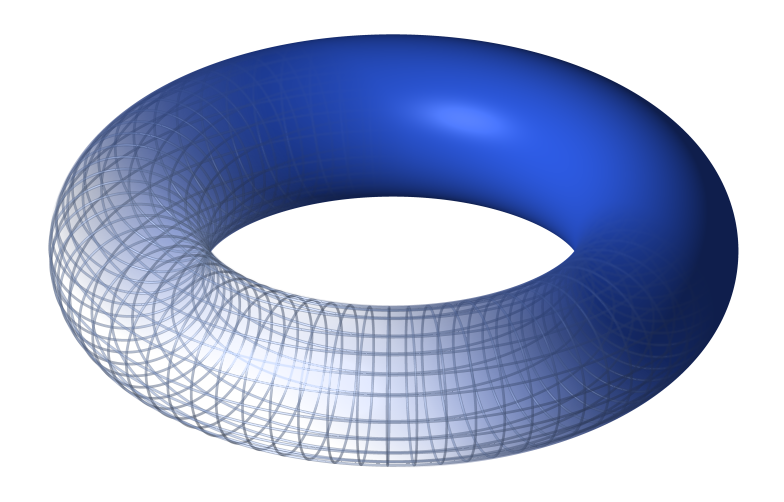
トーラスは環状体の一種である

初等幾何学における環状面（かんじょうめん、英: toroid; トロイド）は、ドーナツのように真ん中に「穴」の開いた回転曲面であり、それが囲む立体は環状体（かんじょうたい、英: toroid; トロイド）と呼ばれる。回転の軸はこの「穴」を通過し、決してこの曲面と交わることが無い。例えば、矩形をその一辺に平行な軸の周りで回転させると、断面が四角い中空の環状図形が出来上がる。回転させる図形を円周とすれば、得られる図形はトーラスと呼ばれる。
より一般に、用語トロイド（あるいはその形容詞形トロイダル）は、穿孔多面体のような図形を言い表すのにも用いられ、そのような文脈においてトロイドは必ずしも環状でなく任意の数の「穴（孔）」を持ちうる。g-孔トロイドは、位相的種数 g（1 またはそれ以上の整数）を持つトーラス面（g-孔トーラス）を近似するものと見ることができる。g-孔トロイドのオイラー標数 χ は 2(1 − g) に等しい。
環状体は回転される断面の中心から測った回転半径 R によって特定され、対称的な断面を持つ環状体の体積 V および表面積 S は、断面積 A と断面の周長 C から
{\displaystyle V=2\pi RA}
{\displaystyle S=2\pi RC}
と計算できる（パップスの中心軌跡定理の項を参照）。例えば、断面が矩形あるいは円であるような場合はこれに当てはまる。より具体的に、一辺が a の正方形を断面に持つ環状体の体積および表面積は
{\displaystyle V=a^{2}2\pi R}
{\displaystyle S=8a\pi R}
のようになる。また、断面が半径 r の円となっているような環状体（つまりトーラス）の体積および表面積は
{\displaystyle V=2r^{2}\pi ^{2}R}
{\displaystyle S=4r\pi ^{2}R}
と書ける。